# Alessandro Specchi
Alessandro Specchi, född 9 juni 1666 i Rom, död 16 november 1729 i Rom, var en italiensk arkitekt och grafiker. 
I Rom var Specchi elev till Carlo Fontana. Specchis viktigaste arkitektoniska verk är hamnanläggningen Porto di Ripetta i centrala Rom. Den stod färdig 1704, men revs 1874 i samband med uppförandet av de nya tiberkajerna. Porto di Ripetta företer ett tydligt släktskap med borrominisk arkitektur.
Vid Piazza Farnese byggde Specchi om Palazzo Fusconi Pighini.

## Bilder
| - Palazzo Fusconi Pighini vid Piazza Farnese. - Porto di Ripetta. Etsning av Giovanni Battista Piranesi. - Porto di Ripetta. Fotografi från cirka år 1860. |